# Aérodrome de Kaya
Ne doit pas être confondu avec Aéroport international de Kayes Dag Dag.
L'aérodrome de Kaya est un aérodrome de la province du Sanmatenga, au Burkina Faso.